# Kościół św. Marcina w Stężycy
Kościół Świętego Marcina – rzymskokatolicki kościół parafialny należący do dekanatu Ryki diecezji siedleckiej. Jest to murowana budowla gotycka z XV i XVI wieku z barokowym wyposażeniem z XVIII wieku.

## Historia
Kościół zbudowano w 1454 roku w stylu gotyckim dzięki staraniom plebana Jana. Po pożarze kościół odbudowano w latach 1522-1532 z inicjatywy plebana stężyckiego Jana Wyszka z Wargocina. Jednym z fundatorów świątyni był hetman Jan z Tarnowa, drugim był Stanisław ze Sprowy, starosta opoczyński. Innymi fundatorami byli Piotr Molenda i Więcław z Tyszyna. Podczas odbudowy do pierwotnej bryły budynku dobudowano m.in. boczne kaplice oraz nowe portale. W XVII wieku dobudowano dwie kruchty od zachodu i południa. W 1740 roku dobudowano kaplicę św. Walentego. W 1768 roku przebudowano uszkodzoną fasadę. Pod koniec XIX wieku przemurowano fasadę i rozebrano kruchtę.
W dniu 3 września 1944 roku kościół spłonął, ostrzelany przez artylerię hitlerowców zza Wisły. Zachowały się tylko resztki murów. Dzięki staraniom księdza proboszcza Edwarda Bielińskiego i wiernych parafii św. Marcina w latach 1946-52 świątynia została odbudowana. Prace były prowadzone systemem gospodarczym i kierował nimi warszawski architekt, Bruno Zborowski.

## Wnętrze
- W świątyni znajduje się cenny barokowy prospekt organowy powstały w 1 połowie XVIII wieku na Dolnym Śląsku. Jest ozdobiony  rzeźbami puttów i grających aniołów, a w zakończeniu glorią w otoczeniu promieni z okiem Opatrzności. Organy o 24 głosach zostały zbudowane przez organmistrza o nazwisku Neumann. Na kontuarze znajduje się data 1787. Ta sama data jest powtórzona na drzwiczkach wejściowych do szafy organowej[5].
- Fragmenty stall pochodzą z klasztoru cystersów w Lubiążu.

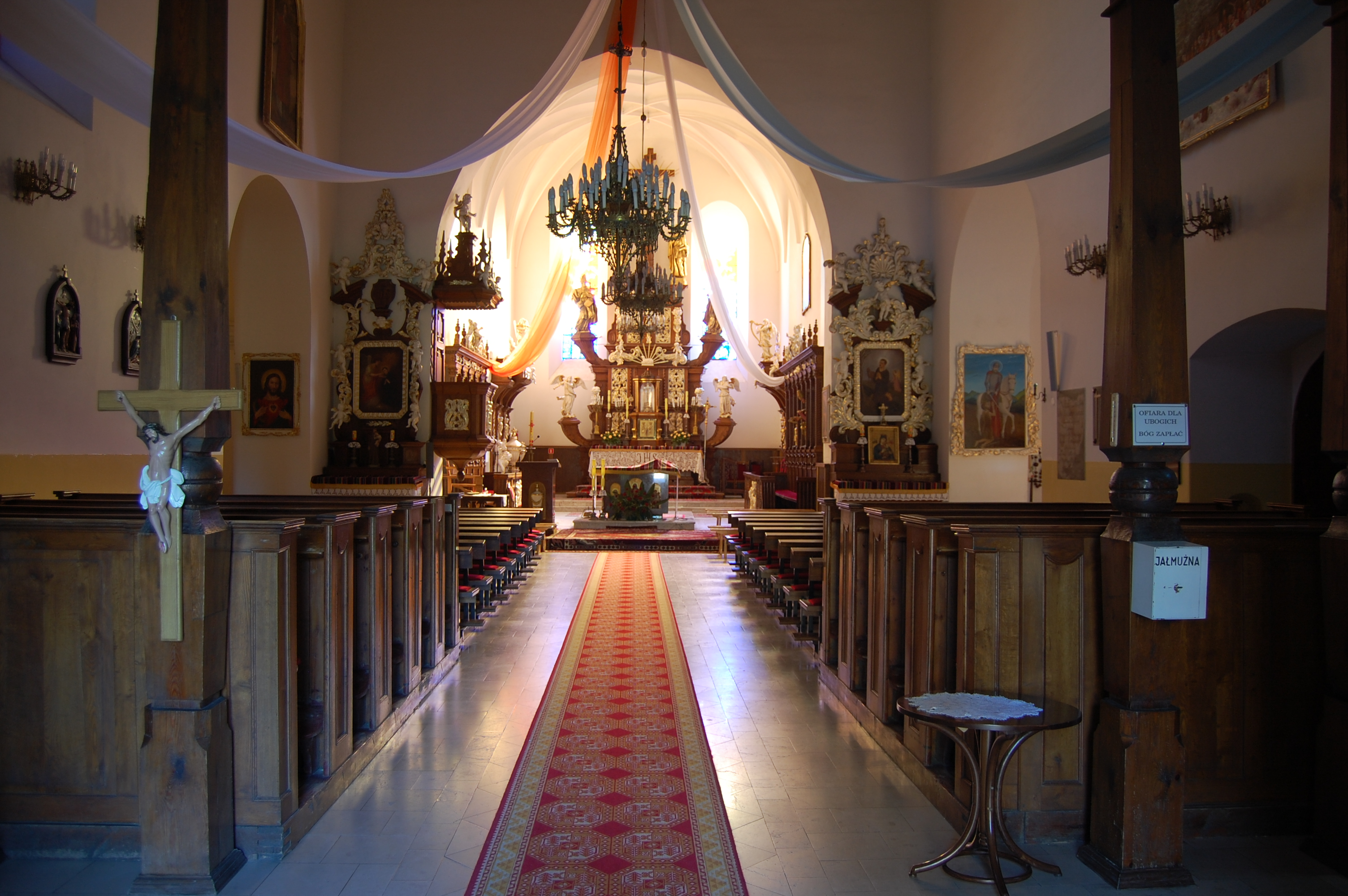
Widok w kierunku prezbiterium i ołtarza
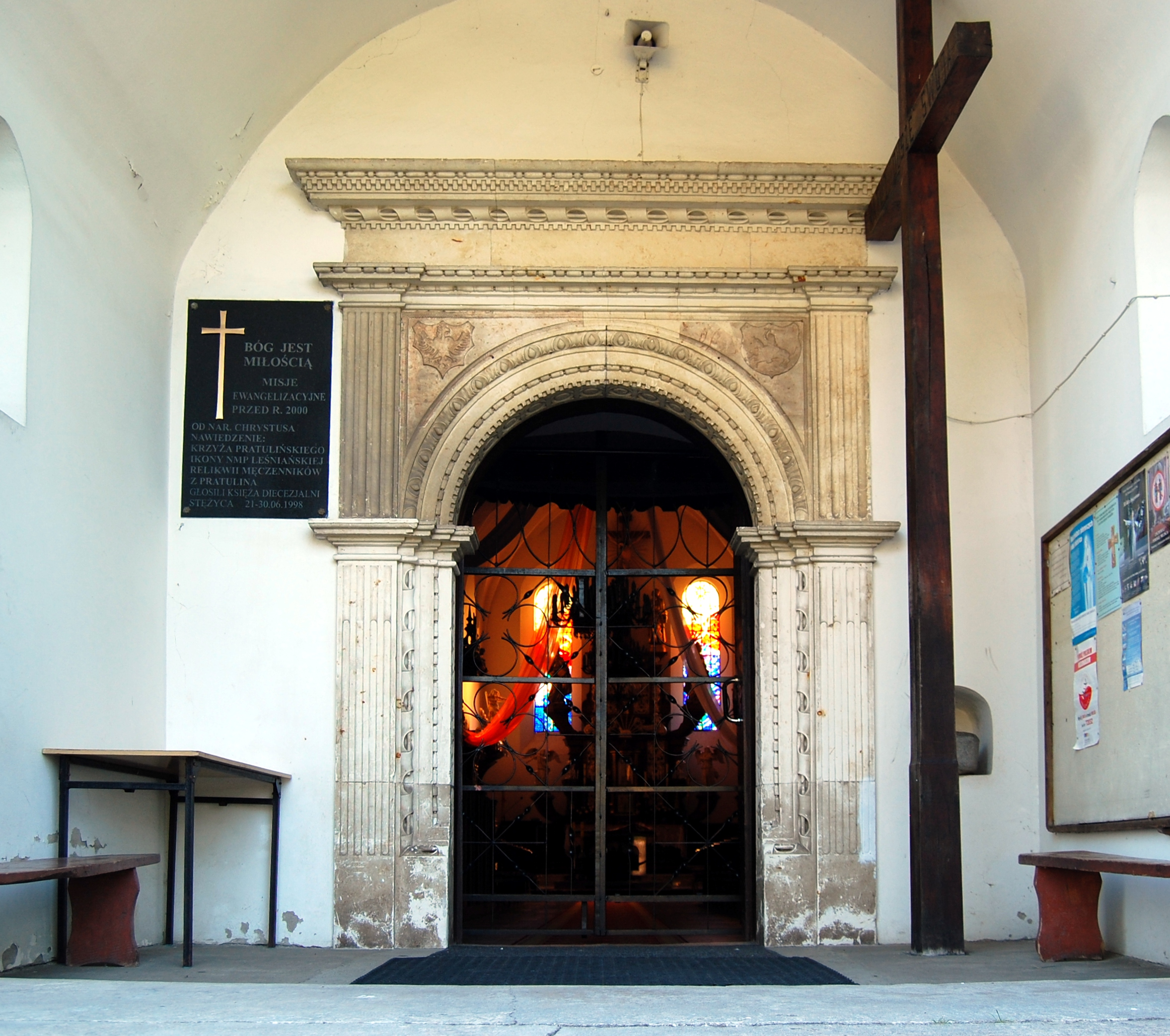
Portal gotycko - renesansowy
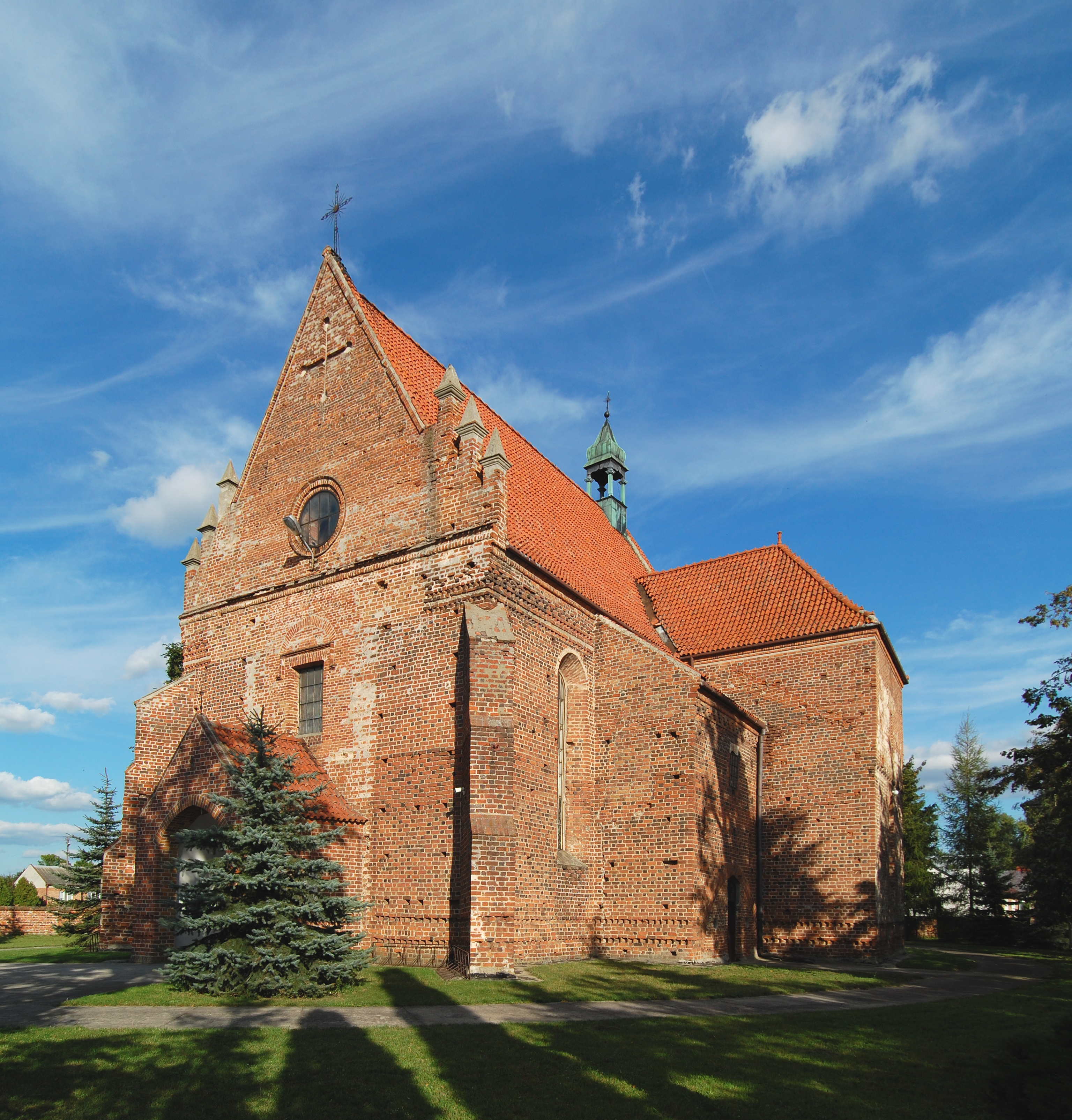
Kościół